# Živná půda

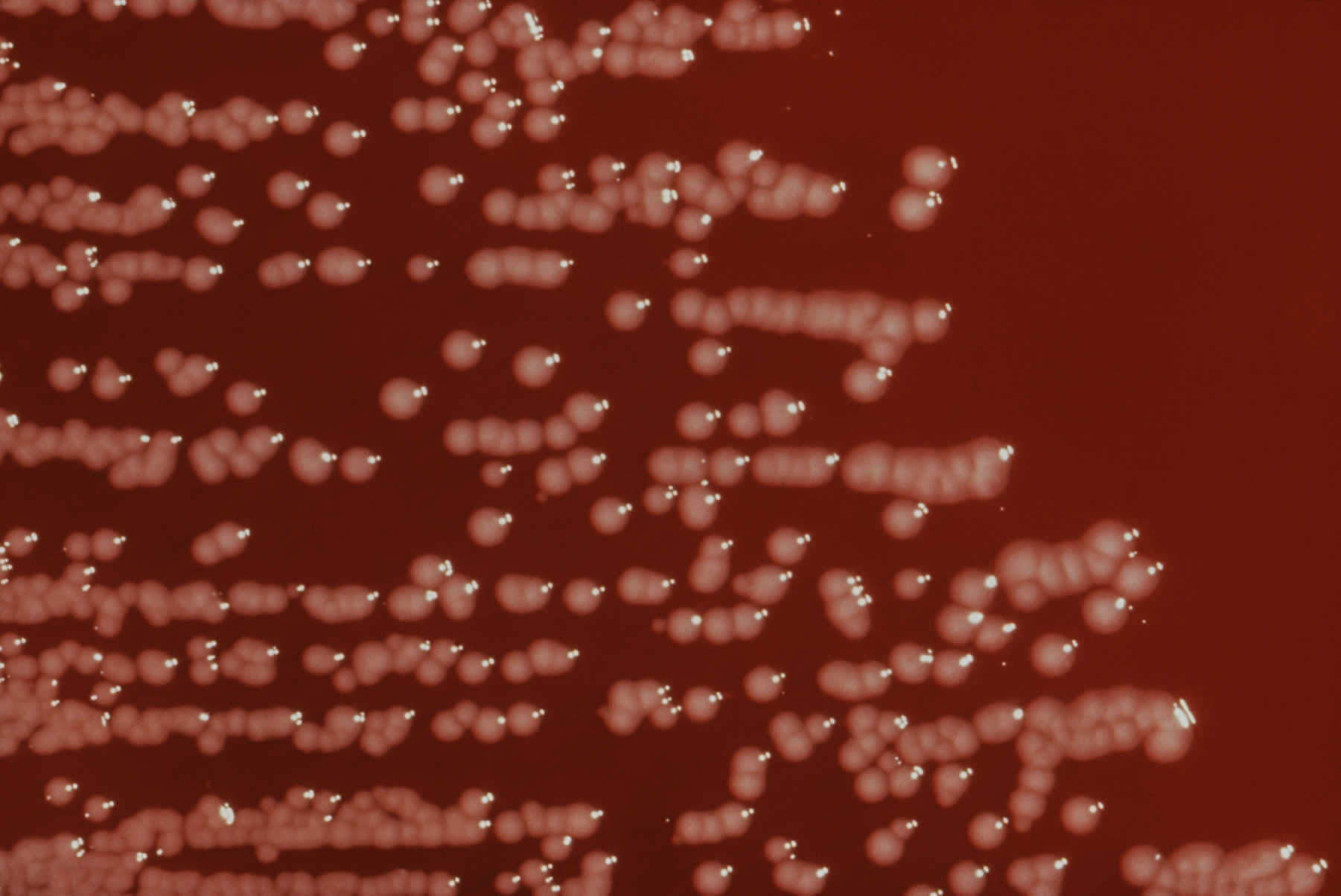
Yersinia enterocolitica na krevním agaru

Živná půda (též růstové médium nebo kultivační médium) je substrát poskytující výživu a další vhodné podmínky organismům a jejich částem pěstovaným in vitro. Nejrozšířenějšího využití má v bakteriologii, mykologii a rostlinných biotechnologiích.
Čím je organismus složitější a neúplnější, tím komplexnější živnou půdu obvykle potřebuje. Zatímco bakterie nevyžadují příliš přesné složení půdy a některým stačí opravdu málo (některé jsou schopny přežívat i v destilované vodě), suspenzní buněčné kultury rostlin či kultury protoplastů už jsou extrémně citlivé a vyžadují složité živné půdy velice přesného složení.
Za zakladatele živných půd se považuje Robert Koch, který také založil bakteriologii[zdroj⁠?!].

## Součásti živné půdy
Média jsou velmi rozličná. Toto jsou jedny z nejčastějších součástí médií:
- inertní zpevňující nosič (např. agar) – u tekutých chybí;
- destilovaná voda;
- anorganické látky, pro daný organismus specificky potřebné, obvykle s nutriční funkcí (draslík, vápník, atd. Obvykle je velmi důležité, aby látky byly aplikované v přesně stanovené molární koncentraci);
- organické látky, pro daný organismus specificky potřebné, obvykle s regulační funkcí (dodávají se buďto v přesně definovaných a odměřených částech – např. sacharóza, IAA (rostlinný hormon), thiamin; nebo v přesně nekvantifikovaných přírodních směsích (kokosové mléko, kvasniční výtažek, sladový výtažek, atd.).

## Rozdělení živných půd

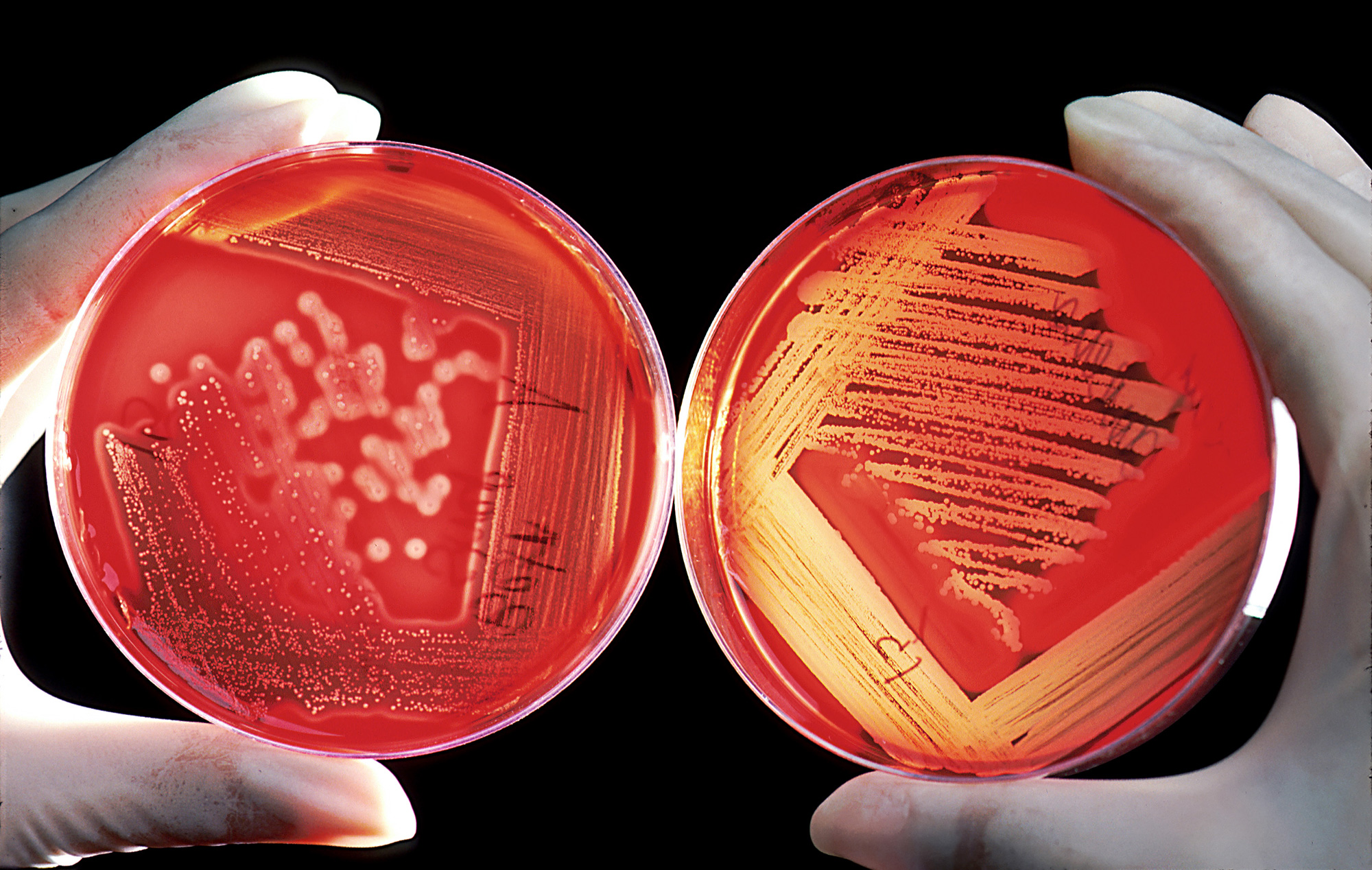
Na základě diagnostických médií se dá rozlišit, že na levé misce rostou stafylokoky a na pravé streptokoky

Média dělíme podle skupenství na tuhá, polotuhá a tekutá. Tuhá obsahují nějaký inertní nosič (např. agar), zatímco u tekutých takový nosič chybí. Zvláštními druhy médií jsou pak například selektivní a diagnostická média.

### Selektivní médium
Na selektivních médiích rostou jen některé organismy, tedy zpravidla ty, které výzkumník potřebuje izolovat. Toho se dociluje například přidáním antibiotik, nebo naopak tím, že médium neobsahuje určité látky. Například bakterie, náchylné k ampicilinu či tetracyklinu, na médiu obsahujícím tato antibiotika nevyrostou. Pokud máme médium bez aminokyseliny prolinu, nevyrostou na ní ty bakteriální kmeny E. coli, které nemohou syntetizovat prolin.

### Diagnostické médium
Diagnostické médium se používá k odlišení či úplné determinaci organismů rostoucích v daném médiu, a to i tehdy, je-li jich v živné půdě více než jeden druh. Většinou dochází k určitému zabarvení kolonií daného organismu. Například MacConkeyův agar rozlišuje bakterie na ty, které fermentují laktózu, a na ty, které ji nefermentují. Bakterie fermentující laktózu totiž zároveň produkují kyselinu, která vyvolává růžovo-červené zbarvení indikátoru obsaženého v půdě. Tím se zabarví kolonie a jejich těsné okolí.

## Média podle pěstovaných organismů

### Bakteriální média
- Agar – přírodní polysacharid
  - Krevní agar – směs agaru s krví
  - Čokoládový agar

### Média pro rostlinné explantáty
Základní média používané v rostlinných biotechnologiích je nutné chápat bez rostlinných regulátorů a sacharózy (zdroj energie), protože variace, které vznikající z těchto základních variují právě obsahem těchto látek. Nejznámějšími médii jsou:
- Murashige a Skoog (1962) – zkráceně MS médium, je nejznámější a nejpoužívanější médium pro obecné použití;
- Gamborg et al. (1968) – zkráceně B5 médium;
- Shenk a Hildebrandt (1972) – zkráceně SH médium;
- Lloyd a McCown (1980) – zkráceně WPM médium.